# Jacqueline Porel
Jacqueline Porel (14 de octubre de 1918 – 29 de abril de 2012) fue una actriz teatral y cinematográfica de nacionalidad francesa.

## Biografía
Nacida en Divonne-les-Bains, Francia, su nombre completo era Jacqueline Renée Parfouru-Porel. Nieta de los intérpretes Réjane (1856-1920) y Paul Porel (1843-1917), sus padres eran el escritor Jacques Porel (1893-1932) y su esposa, Anne-Marie Duval (1890-1935). Su parrain era Louis Jouvet.
Jacqueline Porel trabajó como actriz de voz, faceta en la que dobló a numerosas actrices, entre ellas artistas de la talla de Deborah Kerr y Lana Turner, dirigiendo además la adaptación a su idioma de múltiples películas realizadas fuera de Francia.
Porel tuvo cuatro hijos: 
- El fotógrafo Jean-Marie Périer (nacido en 1940), fruto de su relación con el cantante Henri Salvador (1917-2008);[1]
- El cineasta Jean-Pierre Périer (1943-1966) y la periodista Anne-Marie Périer,[2] fruto de su matrimonio con el actor François Périer (1919-2002), con el que se casó en 1941, y del que se divorció en 1947 ;
- El actor Marc Porel (1949-1983), nacido del matrimonio con el actor Gérard Landry (1912-1999), con el que se casó en 1951.

Jacqueline Porel falleció en Boulogne-Billancourt, Francia, en 2012. Fue enterrada en el 
Cementerio de Passy, en París, junto a su abuela, Réjane, y a su primer marido, François Périer.

## Teatro
- 1937 - French Without Tears, de Terence Rattigan, en Broadway.
- 1938 : Septembre, de Constance Coline, escenografía de René Rocher, Théâtre du Vieux-Colombier
- 1940 : La Grande Catherine, de George Bernard Shaw, escenografía de Paulette Pax, Teatro de l'Œuvre
- 1940 : La Femme silencieuse, de Marcel Achard, escenografía de Charles Dullin, Teatro de París
- 1947 : Le Sexe faible, de Édouard Bourdet, Teatro de la Madeleine
- 1950 : Mort pour rien, de Alfred Fabre-Luce, escenografía de René Rocher, Teatro de l'Œuvre
- 1950 : Fric-Frac, de Édouard Bourdet, escenografía de Simone Berriau, Teatro Antoine
- 1951 : Je l'aimais trop, de Jean Guitton, escenografía de Christian-Gérard, Teatro Saint-Georges
- 1952 : Enfant du miracle, de Paul Gavault y Robert Charvay, escenografía de René Rocher, Teatro Apollo
- 1954 : Crime parfait, de Frederick Knott, escenografía de Georges Vitaly, Teatro del Ambigu-Comique
- 1954 : Les J3, de Roger-Ferdinand, escenografía de Jacques Baumer, Teatro del Ambigu-Comique
- 1954 : Affaire vous concernant, de Jean-Pierre Conty, escenografía de Pierre Valde, Teatro de París
- 1955 : Affaire vous concernant, de Jean-Pierre Conty, escenografía de Pierre Valde, Teatro des Célestins
- 1955 : Ma cousine de Varsovie, de Louis Verneuil, Teatro de París
- 1956 : La pequeña cabaña, de André Roussin, escenografía del autor, Teatro des Nouveautés
- 1958 : L'Enfant du dimanche, de Pierre Brasseur, escenografía de Pierre Valde, Teatro Édouard VII
- 1959 : L'Enfant du dimanche, de Pierre Brasseur, escenografía de Pierre Valde, Teatro de París
- 1959 : Les croulants se portent bien, de Roger Ferdinand, escenografía de Robert Manuel, Teatro Michel
- 1962 : Flora, de Fabio Mauri y Franco Brusati, escenografía de Jules Dassin, Théâtre des Variétés
- 1962 : Au petit bonheur, de Marc-Gilbert Sauvajon, escenografía de Jean-Michel Rouzière, Teatro des Nouveautés
- 1963 : Caroline a disparu, de André Haguet y Jean Valmy, escenografía de Jacques-Henri Duval, Teatro des Capucines

## Filmografía

### Cine
| - 1935 : Les Beaux Jours, de Marc Allégret - 1938 : Le Héros de la Marne, de André Hugon - 1938 : Altitude 3200, de Jean Benoît-Lévy - 1941 : Romance de Paris, de Jean Boyer - 1945 : La Grande Meute, de Jean de Limur - 1946 : Mensonges, de Jean Stelli - 1947 : Tierce à cœur, de Jacques de Casembroot - 1950 : Mon ami Sainfoin, de Marc-Gilbert Sauvajon - 1950 : Le 84 prend des vacances, de Léo Joannon - 1952 : Brelan d'as, de Henri Verneuil - 1952 : La Jeune Folle, de Yves Allégret - 1952 : Les Surprises d'une nuit de noces, de Jean Vallée - 1952 : La Vérité sur Bébé Donge, de Henri Decoin - 1953 : La Pocharde, de Georges Combret - 1953 : Vêtir ceux qui sont nus, de Marcello Pagliero - 1953 : L'Appel du destin, de Georges Lacombe - 1954 : Tourments, de Jacques Daniel-Norman - 1955 : Les Nuits de Montmartre, de Pierre Franchi | - 1955 : Razzia sur la chnouf, de Henri Decoin - 1956 : Ce soir les jupons volent, de Dimitri Kirsanoff - 1957 : Méfiez-vous fillettes, de Yves Allégret - 1960 : La Vérité, de Henri-Georges Clouzot - 1960 : Le Capitan, de André Hunebelle - 1960 : La Française et l'Amour, sketch L'Enfance, de Henri Decoin - 1960 : Préméditation, de André Berthomieu - 1960 : Marie des Isles, de Georges Combret - 1962 : Le Couteau dans la plaie, de Anatole Litvak - 1962 : Le Repos du guerrier, de Roger Vadim - 1963 : Germinal, de Yves Allégret - 1964 : Jean-Marc ou la Vie conjugale, de André Cayatte - 1964 : Françoise ou la Vie conjugale, de André Cayatte - 1970 : La Promesse de l'aube, de Jules Dassin - 1970 : La Dame dans l'auto avec des lunettes et un fusil, de Anatole Litvak - 1977 : Une femme, un jour, de Léonard Keigel |

### Televisión
- 1954 : Nous irons à Valparaiso, de Claude Barma
- 1973 : Trois diamants plus une femme

## Actriz de voz

### Cine
A lo largo de su carrera, Porel dio voz a artistas de la talla de Deborah Kerr, Lana Turner, Audrey Hepburn, Shelley Winters, Katharine Hepburn, Maureen O'Hara, Celeste Holm, Vivien Leigh, Mari Aldon, Eleanor Parker, Phyllis Thaxter y otras muchas más. 
Además, trabajó como actriz de voz en películas de animación como La Cenicienta (1950) y The Fox and the Hound (1981). 

### Televisión
- Columbo, episodio La Femme oubliée (1975), doblando a Janet Leigh.